# Distintivo de Aviador da Luftwaffe
O Distintivo de Aviador da Luftwaffe foi um distintivo da Luftwaffe durante a Alemanha Nazi. Criada no dia 12 de Agosto de 1935 por Hermann Göring, tinha duas variantes, uma em prata e uma em ouro. Era atribuída aos militares após o primeiro voo de treino, juntamente com a licença de voo e um diploma.